# Conseil pontifical de la culture
Le Conseil pontifical de la culture (en latin Pontificium Consilium de Cultura) est un dicastère (organisme de la curie romaine) créé par le pape Jean-Paul II le 20 mai 1982. 
Le nouveau siège du dicastère se trouve rue de la Conciliation à Rome.

## Activités
Il décerne chaque année, avec le Conseil pontifical pour les communications sociales, le prix Robert-Bresson à la Mostra de Venise.
Par le motu proprio Pulchritudinis fidei du 30 juillet 2012, le pape Benoît XVI a unifié la Commission pontificale pour le patrimoine culturel de l'Église avec le Conseil pontifical pour la culture, cette disposition est entrée en vigueur le 3 novembre suivant, mettant fin à la commission.
Le 10 novembre 2012, Benoît XVI crée l'Académie pontificale de la latinité et la place sous la responsabilité du Conseil pontifical de la culture.
En mars 2017, le Conseil pontifical de la culture se dote d'un Conseil consultatif composé uniquement de femmes. Une composition qui permettra, selon le cardinal Gianfranco Ravasi, "d'enrichir l'Église d'une contribution féminine".  Ce conseil consultatif est né en 2015, mais est entré officiellement en fonction en mars 2017.

## Présidents
| Portrait | Armoiries | Présidence  | Titulaire                    | Notes |
| -------- | --------- | ----------- | ---------------------------- | ----- |
|          |           | 1982 à 1988 | Gabriel-Marie Garrone France |       |
|          |           | 1988 à 2007 | Paul Poupard France          |       |
|          |           | depuis 2007 | Gianfranco Ravasi Italie     |       |

## Secrétaires
- 1982 - 1993 : Hervé Carrier, S.J.
- 1993-1997 : Franc Rodé, C.M.
- 1997-2009 : Bernard Ardura, O.praem.
- 2009- : Barthélemy Adoukonou
  - depuis le 19 décembre 2015[3] : Paul Tighe, secrétaire adjoint